# Hilara
Hilara är ett släkte av tvåvingar. Hilara ingår i familjen dansflugor.

## Bildgalleri

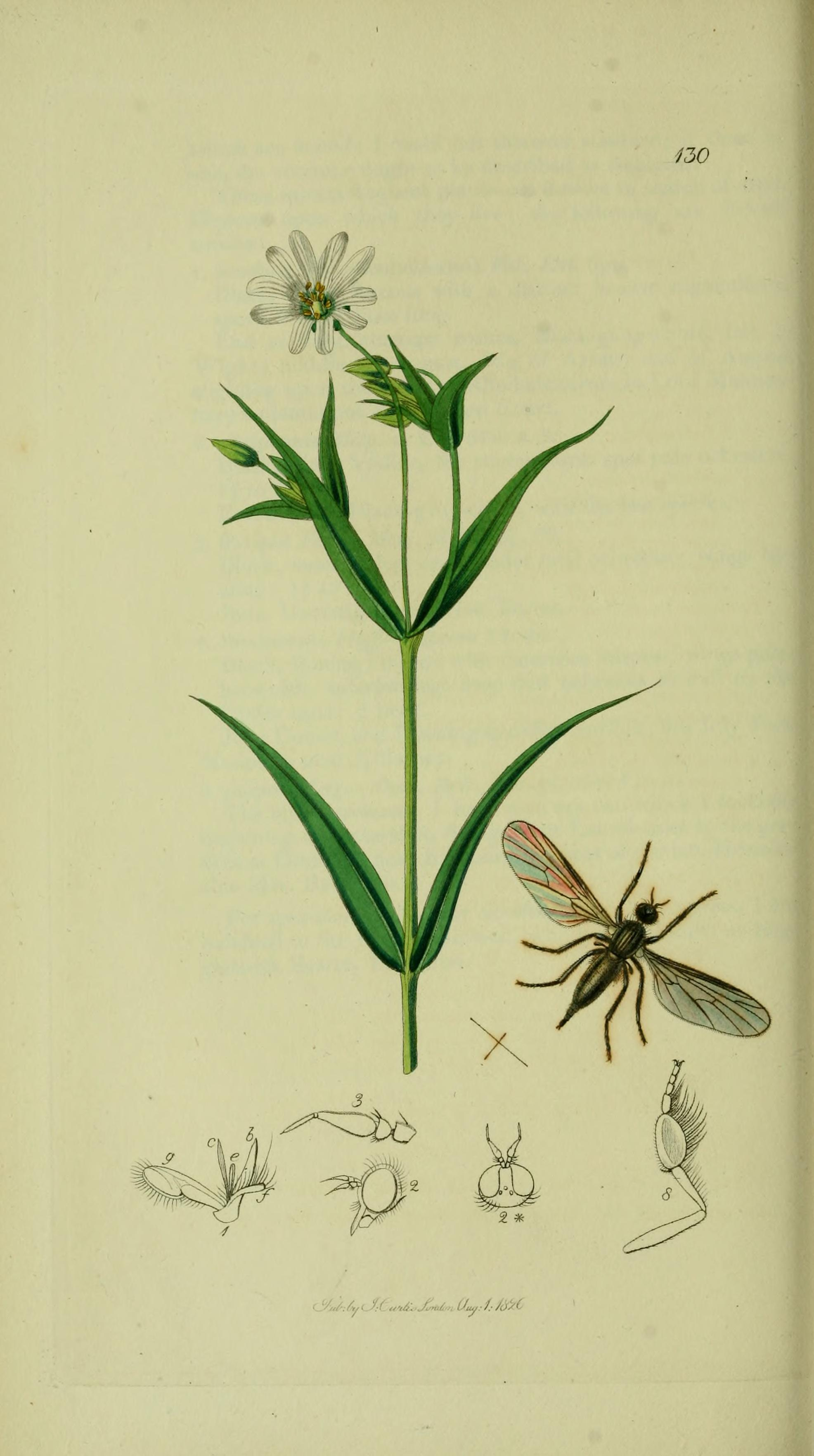
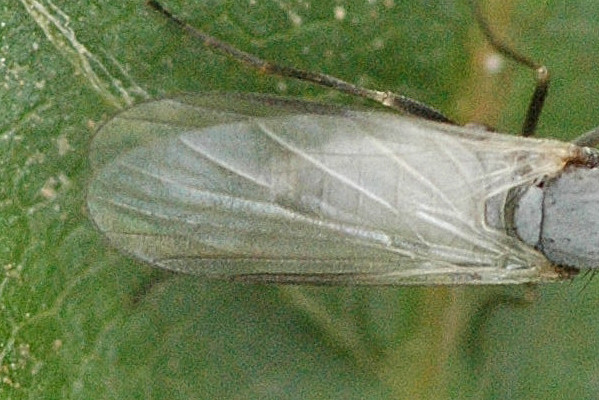
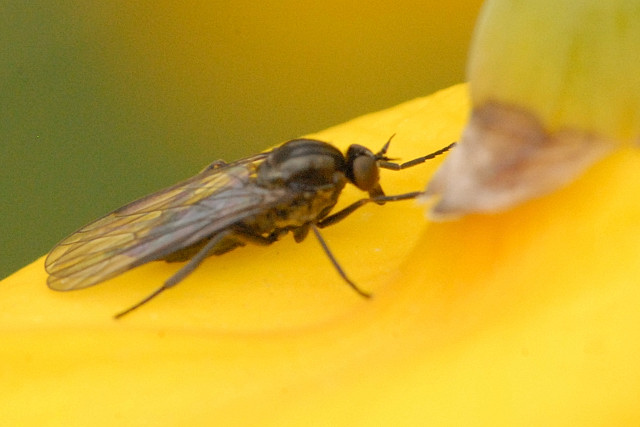
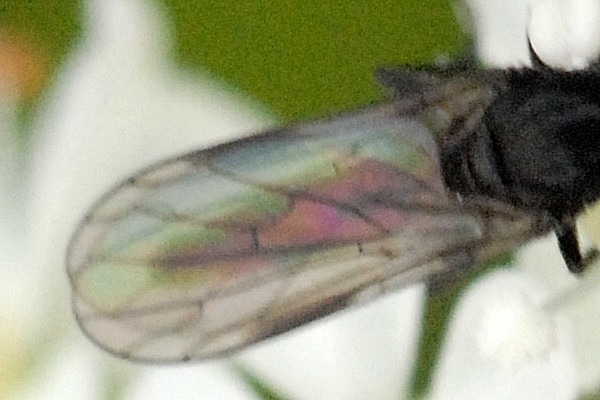
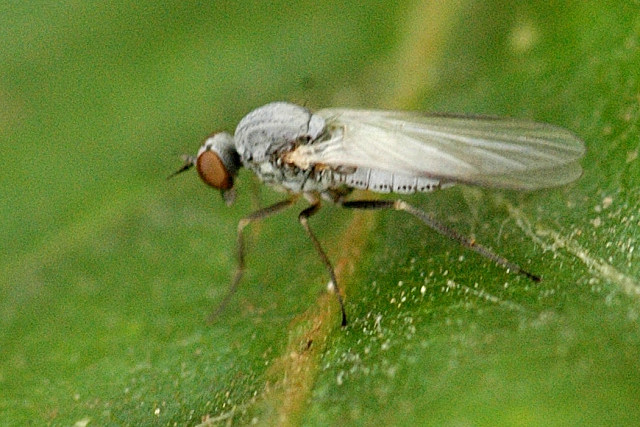
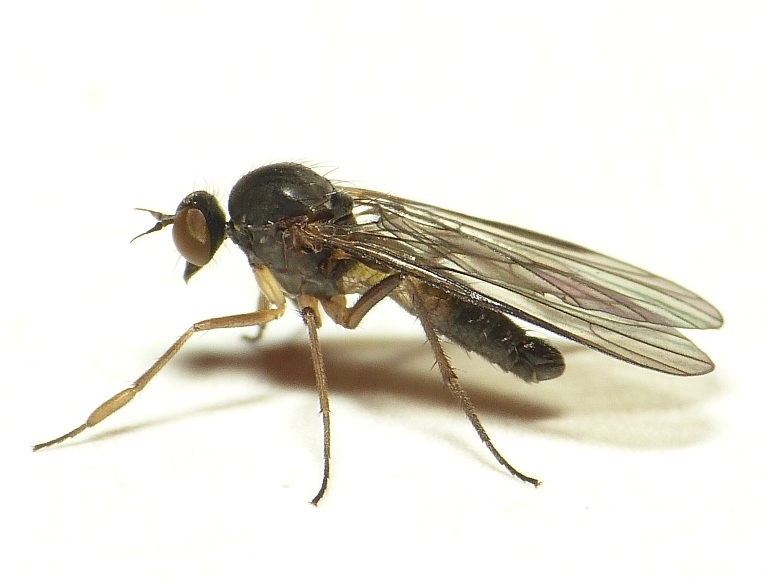

## Dottertaxa tillHilara, i alfabetisk ordning[1][2]
- Hilara aartseni
- Hilara abdominalis
- Hilara acephala
- Hilara acuminata
- Hilara acutifurca
- Hilara adriatica
- Hilara aeronetha
- Hilara akitae
- Hilara albanica
- Hilara albida
- Hilara albipennis
- Hilara albipilosa
- Hilara albitarsis
- Hilara albiventris
- Hilara alboclypeata
- Hilara algecirasensis
- Hilara algira
- Hilara allogastra
- Hilara almeriensis
- Hilara alpicola
- Hilara amaranta
- Hilara amnoni
- Hilara amoena
- Hilara amurensis
- Hilara andermattensis
- Hilara andreasi
- Hilara anglodancia
- Hilara anglodanica
- Hilara angustifrons
- Hilara anisonychia
- Hilara antalyensis
- Hilara apicalis
- Hilara apta
- Hilara aptoides
- Hilara aquilonia
- Hilara argentata
- Hilara argentigastra
- Hilara argyrata
- Hilara argyreata
- Hilara armata
- Hilara arnaudi
- Hilara atra
- Hilara atrocoerulea
- Hilara aurata
- Hilara aurea
- Hilara auripila
- Hilara autumnalis
- Hilara azauensis
- Hilara baculifer
- Hilara baehrmanni
- Hilara baethis
- Hilara balearica
- Hilara balnearia
- Hilara barbata
- Hilara barbipes
- Hilara bares
- Hilara bartaki
- Hilara basalis
- Hilara basiflava
- Hilara bechevi
- Hilara beckeri
- Hilara bella
- Hilara bellula
- Hilara bernmerzi
- Hilara bhiga
- Hilara bicornuta
- Hilara bicrassitibia
- Hilara bidentifera
- Hilara bilobata
- Hilara biseta
- Hilara bistriata
- Hilara bohemica
- Hilara bolkarensis
- Hilara borealis
- Hilara bovina
- Hilara brevipila
- Hilara brevipilosa
- Hilara brevistyla
- Hilara brevivittata
- Hilara brunnipes
- Hilara caerulescens
- Hilara calinota
- Hilara campinosensis
- Hilara cana
- Hilara canescens
- Hilara cantabrica
- Hilara capensis
- Hilara carbonaria
- Hilara carbonella
- Hilara carpathica
- Hilara castanipes
- Hilara cavernicola
- Hilara chinganensis
- Hilara chiragrica
- Hilara chorica
- Hilara chvalai
- Hilara ciliifera
- Hilara cilipes
- Hilara cineracea
- Hilara cinerea
- Hilara cinereomicans
- Hilara cingulata
- Hilara clavidipes
- Hilara clavipes
- Hilara clypeata
- Hilara comes
- Hilara commiscibilis
- Hilara compacta
- Hilara congregaria
- Hilara consanguinea
- Hilara coracina
- Hilara cornicula
- Hilara corsicana
- Hilara cothurnata
- Hilara crassitibia
- Hilara crickmayi
- Hilara crinipyga
- Hilara cuneata
- Hilara curtisi
- Hilara curvativa
- Hilara curvipes
- Hilara cypriana
- Hilara czernyi
- Hilara dalmatina
- Hilara danielssoni
- Hilara delicatula
- Hilara delta
- Hilara deltaica
- Hilara dentata
- Hilara depressa
- Hilara dichunensis
- Hilara dimidiata
- Hilara discalis
- Hilara discoidalis
- Hilara discolor
- Hilara discrepitans
- Hilara dissimilis
- Hilara diversipes
- Hilara dixi
- Hilara dracophylli
- Hilara dubia
- Hilara dzhantuganensis
- Hilara echinata
- Hilara efficiens
- Hilara elegans
- Hilara embartaki
- Hilara empidoides
- Hilara ephippium
- Hilara escorialensis
- Hilara eviana
- Hilara fasciata
- Hilara fascipennis
- Hilara femorata
- Hilara femorella
- Hilara fistulipes
- Hilara fistulipoides
- Hilara flavidipes
- Hilara flavinceris
- Hilara flavipes
- Hilara flavitarsis
- Hilara flavocoxa
- Hilara flavohalterata
- Hilara forcipata
- Hilara fortis
- Hilara fossalis
- Hilara fracta
- Hilara fraterna
- Hilara freidbergi
- Hilara fulvibarba
- Hilara fulvipes
- Hilara funebris
- Hilara fuscipennis
- Hilara fuscipes
- Hilara fusitibia
- Hilara galactoptera
- Hilara gallica
- Hilara gamma
- Hilara garretti
- Hilara genupallida
- Hilara ghunzaensis
- Hilara gila
- Hilara globulipes
- Hilara goetzei
- Hilara gooti
- Hilara gracilipes
- Hilara gracilis
- Hilara granditarsis
- Hilara griseola
- Hilara grisescens
- Hilara heixu
- Hilara helvetica
- Hilara heterogastra
- Hilara hirsuta
- Hilara hirta
- Hilara hirtella
- Hilara hirtipes
- Hilara huangjijie
- Hilara huangxu
- Hilara hubeiensis
- Hilara hudsoni
- Hilara hyalinata
- Hilara hybrida
- Hilara hyperborea
- Hilara hyposeta
- Hilara hystricoides
- Hilara hystrix
- Hilara immerens
- Hilara implicata
- Hilara incertula
- Hilara infans
- Hilara infuscata
- Hilara interincta
- Hilara intermedia
- Hilara interrupta
- Hilara interstincta
- Hilara intuta
- Hilara irritans
- Hilara isaanensis
- Hilara israelica
- Hilara itoi
- Hilara japonica
- Hilara joannae
- Hilara johnsoni
- Hilara juno
- Hilara kambaitiensis
- Hilara kawarabatai
- Hilara kervillei
- Hilara khola
- Hilara kyushuensis
- Hilara lacteipennis
- Hilara lactescens
- Hilara laeta
- Hilara lamellifera
- Hilara lapponica
- Hilara lasiochira
- Hilara latiuscula
- Hilara laurae
- Hilara leucogyne
- Hilara leucoptera
- Hilara lindbergi
- Hilara litorea
- Hilara littoralis
- Hilara loeiensis
- Hilara longeciliata
- Hilara longesetosa
- Hilara longicornis
- Hilara longifurca
- Hilara longirostris
- Hilara longispina
- Hilara longivittata
- Hilara lucidifrons
- Hilara lugubris
- Hilara lundbecki
- Hilara lurida
- Hilara lutea
- Hilara lutrolimbata
- Hilara macedoniaensis
- Hilara macedonica
- Hilara macquarti
- Hilara macroptera
- Hilara macrura
- Hilara magica
- Hilara major
- Hilara malaisei
- Hilara manicata
- Hilara mantis
- Hilara mantispa
- Hilara mantovensis
- Hilara margarita
- Hilara marginipennis
- Hilara martini
- Hilara matronella
- Hilara matroniformis
- Hilara maura
- Hilara mauroides
- Hilara medeteriformis
- Hilara media
- Hilara mediasiatica
- Hilara mediterranea
- Hilara megalochira
- Hilara melanochira
- Hilara melanogyne
- Hilara meralis
- Hilara merula
- Hilara merzi
- Hilara micropyga
- Hilara minamurra
- Hilara minutissima
- Hilara mirhana
- Hilara miriptera
- Hilara moceki
- Hilara mollicella
- Hilara mollis
- Hilara monedula
- Hilara monodactyla
- Hilara monogramma
- Hilara morata
- Hilara morenae
- Hilara mroga
- Hilara munda
- Hilara mutabilis
- Hilara nadolna
- Hilara nana
- Hilara nearctica
- Hilara neglecta
- Hilara neodentata
- Hilara neolitorea
- Hilara neomexicanus
- Hilara niesiolowskii
- Hilara nigrina
- Hilara nigrita
- Hilara nigritarsis
- Hilara nigriventris
- Hilara nigrocincta
- Hilara nigrohirta
- Hilara nimia
- Hilara nitidorella
- Hilara nitidula
- Hilara nova
- Hilara novakii
- Hilara nubila
- Hilara nugax
- Hilara obscura
- Hilara obscuritarsis
- Hilara occipitalis
- Hilara omega
- Hilara orientalis
- Hilara orilasiochira
- Hilara ozerovi
- Hilara pachyneura
- Hilara pallala
- Hilara pallens
- Hilara palmarum
- Hilara paludosa
- Hilara pectinipes
- Hilara perplexa
- Hilara perturbans
- Hilara perversa
- Hilara peshawarensis
- Hilara philina
- Hilara philpotti
- Hilara pilipes
- Hilara pilosa
- Hilara pilosopectinata
- Hilara platyura
- Hilara plebeia
- Hilara plumbea
- Hilara plumipes
- Hilara ponti
- Hilara primula
- Hilara promboonae
- Hilara pruinosa
- Hilara psammophytophilia
- Hilara pseudochorica
- Hilara pseudocornicula
- Hilara pseudoflavipes
- Hilara pseudosartrix
- Hilara pulchella
- Hilara pulchripes
- Hilara pulchristriata
- Hilara pygialis
- Hilara quadriclavata
- Hilara quadrifaria
- Hilara quadrifasciata
- Hilara quadripilosa
- Hilara quadriseta
- Hilara quadrivitata
- Hilara quadrivittata
- Hilara quadrula
- Hilara ragasides
- Hilara recedens
- Hilara recurva
- Hilara reducta
- Hilara regnealai
- Hilara rejecta
- Hilara repetita
- Hilara retecta
- Hilara rostrata
- Hilara royi
- Hilara rufipes
- Hilara rufithorax
- Hilara rufopuncta
- Hilara sanctaecrucis
- Hilara sartor
- Hilara schachti
- Hilara scrobiculata
- Hilara seriata
- Hilara setimana
- Hilara setipes
- Hilara setipleura
- Hilara setosa
- Hilara sextaseta
- Hilara shatalkini
- Hilara simplex
- Hilara simplicipes
- Hilara spectabilis
- Hilara sphaeropyga
- Hilara spinipes
- Hilara spiniplatyura
- Hilara spinulenta
- Hilara splendida
- Hilara stethica
- Hilara strakai
- Hilara strakaiana
- Hilara striaticollis
- Hilara strobliana
- Hilara sturmii
- Hilara subarmata
- Hilara subcalimota
- Hilara sublineata
- Hilara submaura
- Hilara subpennata
- Hilara subpollinosa
- Hilara sulcitarsis
- Hilara suspecta
- Hilara tabarkensis
- Hilara tanychira
- Hilara tanythrix
- Hilara tarda
- Hilara tarsata
- Hilara tatra
- Hilara tenella
- Hilara tenuinervis
- Hilara ternovensis
- Hilara terriphylla
- Hilara testacea
- Hilara tetragramma
- Hilara thaica
- Hilara theodori
- Hilara thoracica
- Hilara tiefii
- Hilara tonsilis
- Hilara treheni
- Hilara triangulata
- Hilara tricolor
- Hilara tridactyla
- Hilara trigemina
- Hilara triglavensis
- Hilara triseta
- Hilara trisetulosa
- Hilara tristis
- Hilara trivittata
- Hilara tupinamba
- Hilara turcica
- Hilara tyrolensis
- Hilara umbrosa
- Hilara uncicauda
- Hilara unguicauda
- Hilara unguicella
- Hilara unicolor
- Hilara upsilon
- Hilara urophora
- Hilara urophylla
- Hilara varipennis
- Hilara vector
- Hilara veletica
- Hilara veltmani
- Hilara velutina
- Hilara veneta
- Hilara verticalis
- Hilara vestalis
- Hilara vetula
- Hilara wheeleri
- Hilara vinnensis
- Hilara vistula
- Hilara vltavensis
- Hilara woodi
- Hilara woodiella
- Hilara wuorentausi
- Hilara xui
- Hilara zermattensis
- Hilara zeyaensis
- Hilara zhejiangensis